# Station Edale
Edale is een spoorwegstation van National Rail in Edale, High Peak in Engeland. Het station is eigendom van Network Rail en wordt beheerd door Northern Rail. Het station is geopend in 1894.